# Rafael Lozano
Rafael Lozano (n. 25 ianuarie 1970, Córdoba, Andaluzia, Spania) este un boxer ce a reprezentat Spania, medaliat olimpic. A participat la 3 ediții ale Jocurilor Olimpice (1992, 1996, 2000) în care a câștigat o medalie de argint și o medalie de bronz.